# Židovský hřbitov v Prudicích
Židovský hřbitov v Prudicích stojí v remízku na návrší západně od vsi při silnici vedoucí k dálnici D3.
Dochovalo se přibližně 150 náhrobních kamenů a pouhé zbytky zdí a márnice. Je majetkem Židovské obce v Praze a je volně přístupný.
Hřbitov byl k 29. lednu 1988 v rozporu se zákonem zapsán jako kulturní památka do státního rejstříku, který v té době již právně neexistoval, z téhož důvodu ministerstvo kultury s účinností od 27. listopadu 2019 deklarovalo, že není kulturní památkou ve smyslu zákona. Následně byl s účinností ke dni 5. března 2020 prohlášen kulturní památkou.